# Be the NAKED
Be the NAKED (비더 네이키드)는 2019년 1월 30일에 발매된  리드(Lead)의 30번째 싱글이다.

## 트랙 리스트

### 초회반A
1. Be the NAKED (TV애니메이션(히노마루 스모)오프닝)
2. 99.9%
3. Be the NAKED -Music Video-
4. Be the NAKED -Behind the Music Video-
5. Be the NAKED -Behind the Jacket Shooting-

### 초회반B
1. Be the NAKED  (TV애니메이션(히노마루 스모)오프닝)
2. 99.9%
3. Drop in the box

### 초회반 C
1. Be the NAKED (TV애니메이션(히노마루 스모)오프닝)
2. Drop in the box

### 통상반
1. Be the NAKED (TV애니메이션(히노마루 스모)오프닝)
2. 99.9%
3. Drop in the box

## 차트
- 오리콘 위클리 차트 9위를 기록하였다. (19/2/11)
- 빌보드 뮤직 재팬 차트 20위를 기록하였다. (19/2/6)